# 2010: Druga odiseja
2010: Druga odiseja je znanstvenofantastični roman iz niza romanov Vesoljska odiseja angleškega pisatelja, futurologa in izumitelja Arthurja Charlesa Clarkea iz leta 1982. Druga odiseja (Odiseja 2010) govori o združeni ameriško-ruski odpravi, ki se je proti Jupitru z rusko vesoljsko ladjo Leonov odpravila iskati ameriško vesoljsko plovilo Discovery.

## Vsebina
Odpravo so načrtovali pred samim neizbežnim atomskim spopadom med Sovjetsko zvezo in ZDA. Plovilo Discovery je zapuščeno obkrožalo Jupiterovo luno Io. Da bi zmanjšali stres potovanja, so člane posadke hibernirali (uspavali). Ko posadka prispe do lune Evropa sonda odkrije celo klorofil. Potem se začno dogajati nenavadne stvari. Sonda se loči od plovila Leonov, najdejo pa tudi plovilo Discovery (angleško odkritje). Med manevrom upočasnjevanja plovilo posadke končno prispe do prej omenjenega plovila. 
Med vesoljskim sprehodom do plovila Discovery astronavti umirijo gibanje plovila. Med pregledom plovila Discovery strokovnjak ugotavlja razloge za pomor posadke, ki ga je zagrešil superračunalnik HAL 9000. Ugotovijo tudi prisotnost nenavadnega objekta, monolita, ki ima stranice v razmerju 1 : 4 : 9, kar ustreza lastnostim objekta, ki so ga našli na Luni. Pokojni kapitan plovila Discovery opozori posadko, da se bo zgodilo »nekaj čudovitega«.
Posadka ugotovi, da mora hitro zbežati iz Jupitrovega sistema. Spajanje plovila Discovery in plovila posadke uspe. HAL posreduje podatke o nenavadnih monolitih, ki so se začeli z neznansko hitrostjo podvojevati (klonirati) in s tem začeli vplivati na gravitacijo Jupitra. Jupiter se med tem seseda in končno doseže stopnjo, ko se v njegovem jedru začnejo reakcije jedrskega zlivanja in Jupiter zasije kot naše druga zvezda v Osončju. HAL 9000 posreduje tudi zadnje sporočilo: »Vsi svetovi so vaši, razen Evrope, na katero človek ne sme stopiti. Živite v miru.«
Končno sporočilo se torej lahko glasi, da se moramo naučiti živeti z drugimi bitji v mirnem sožitju in preseči omejitve političnih in zgodovinskih delitev Zemlje. Na druga bitja moramo gledati torej kot na brate in sestre.